# L'uomo che sorride
Pour plus de détails, voir Fiche technique et Distribution.
L'uomo che sorride est une comédie italienne réalisée par Mario Mattoli et sortie en 1936.

## Synopsis
Ercole Piazza, un riche veuf, s'efforce de trouver un mari pour sa fille mégère Adriana afin de pouvoir vivre librement. Le seul à accepter la main de la jeune fille capricieuse est le souriant et patient Pio.

## Fiche technique
- Titre italien original : L'uomo che sorride[1]
- Réalisateur : Mario Mattoli
- Scénario : Luigi Bonelli (it), Aldo De Benedetti d'après sa comédie
- Photographie : Arturo Gallea
- Montage : Fernando Tropea (en)
- Musique : Cesare Andrea Bixio
- Décors : Guido Fiorini (it)
- Production : Giuseppe Amato
- Société de production : Amato Film
- Pays de production :  Royaume d'Italie
- Langue originale : italien
- Format : Couleurs
- Durée : 70 minutes
- Genre : Comédie
- Dates de sortie :
  - Royaume d'Italie : 10 janvier 1937

## Distribution
- Vittorio De Sica : Pio Fardella
- Assia Noris : Adriana Piazza
- Enrico Viarisio : Ercole Piazza
- Umberto Melnati : Dino
- Paola Borboni : Comtesse Clelia
- Armando Migliari : Agostino
- Luisa Garella : Hedwig
- Vanna Vanni : Jeanette
- Ermanno Roveri : secrétaire Nota

## Tournage
Le film a été réalisé dans les studios Pisorno-Tirrenia.